# Donchery
 Donchery  ist eine französische Gemeinde mit 1989 Einwohnern (Stand 1. Januar 2022) im Département Ardennes in der Region Grand Est; sie gehört zum Arrondissement Sedan und zum Kanton Sedan-1.
Donchery liegt in einer Maas-Schleife wenige Kilometer westlich von Sedan. Seine  Geografie ist durch die Form einer „8“ gekennzeichnet, wobei die nördliche Hälfte aus der Forêt domaniale des Ardennes besteht, der Ort befindet sich im südlichen Teil. Nachbargemeinden des südlichen Teils von Donchery sind Vrigne-aux-Bois mit Bosseval-et-Briancourt im Norden, Glaire im Osten, Sedan im Südosten, Cheveuges im Süden, Villers-sur-Bar im Südwesten, Vrigne-Meuse im Westen und Vrigne aux Bois im Nordwesten. An den nördlichen Teil grenzt im Osten zudem die Gemeinde Saint-Menges, im Norden befindet sich die belgische Grenze.

## Geschichte
Am 2. September 1870, nach der Schlacht bei Sedan, trafen sich in einem Weberhäuschen, dem Maison Tisserand in Donchery Napoléon III. und Otto von Bismarck. Napoléon hatte um 8 Uhr Sedan verlassen, um sich mit dem preußischen König zu besprechen, den er in Donchery vermutete. Bismarck empfing Napoléon am Ortseingang im Haus eines Webers an der Durchgangsstraße. In der Annahme, dass der Kaiser von Frankreich beabsichtige, die Kapitulationsbedingungen zu mildern, verweigerte Bismarck ihm die Unterredung mit dem preußischen König in Vendresse, bis die Kapitulationsurkunde unterzeichnet sei. Um 10 Uhr 30 wurde Napoléon III. nach Frenois, heute Teil der Stadt Sedan, ins Château de Bellevue gebracht. Hier wurde eine Stunde später die Kapitulation in Anwesenheit der beiden Monarchen unterzeichnet.

## Bevölkerungsentwicklung
| Jahr      | 1962 | 1968 | 1975 | 1982 | 1990 | 1999 | 2007 | 2016 |
| Einwohner | 1598 | 1963 | 2346 | 2293 | 2362 | 2393 | 2408 | 2144 |

## Sehenswürdigkeiten
- Kirche Saint-Onésime
- Kirchenruine Saint-Julien in Le Dancourt
- Maasbrücke (erste Erwähnung 1322)
- Jagdschloss Sautou; Wohnsitz des Serienmörders Michel Fourniret